# O A e o Z
| Críticas profissionais | Críticas profissionais |
| Avaliações da crítica  | Avaliações da crítica  |
| Fonte                  | Avaliação              |
| ---------------------- | ---------------------- |
| Allmusic               | [ 1 ]                  |

O A e o Z é o sétimo álbum de estúdio da banda brasileira Os Mutantes. Totalmente voltado para o rock progressivo, foi gravado no verão de 1973, após a saída de Rita Lee no ano anterior, mas só foi lançado em 1992 já em CD. Em 2015 foi reeditado em vinil pelo selo Polysom.

## Produção
Gravado no Estúdio Eldorado, em São Paulo, o álbum foi inteiramente composto, gravado e mixado sob efeito de LSD. A faixa Rolling Stone foi composta em homenagem ao inglês Mick Killingbeck, editor da primeira edição brasileira da revista Rolling Stone e espécie de guru lisérgico da banda. Foi incorretamente grafada como "Rolling Stones" na edição em CD e corrigida na reedição em vinil

## Faixas

### Edição em CD de 1992
Todas as faixas escritas e compostas por Arnaldo Baptista/Sérgio Dias/Liminha/Dinho Leme. 
| N.º            | Título                       | Duração |  |
| 1.             | "A e o Z"                    | 8:39    |  |
| 2.             | "Rolling Stones" (sic)       | 6:14    |  |
| 3.             | "Você Sabe"                  | 6:27    |  |
| 4.             | "Hey Joe"                    | 12:20   |  |
| 5.             | "Uma Pessoa Só"              | 7:31    |  |
| 6.             | "Ainda Vou Transar com Você" | 7:14    |  |
| Duração total: | Duração total:               | 48:16   |  |

### Reedição em vinil de 2015
| Lado A |                              |         |  |
| N.º    | Título                       | Duração |  |
| 1.     | "A e o Z"                    | 8:39    |  |
| 2.     | "Uma Pessoa Só"              | 7:31    |  |
| 3.     | "Ainda Vou Transar com Você" | 7:14    |  |

| Lado B         |                 |         |  |
| N.º            | Título          | Duração |  |
| 1.             | "Rolling Stone" | 6:14    |  |
| 2.             | "Você Sabe"     | 6:27    |  |
| 3.             | "Hey Joe"       | 12:20   |  |
| Duração total: | Duração total:  | 48:16   |  |

## Formação
- Arnaldo Baptista: Mellotron, Órgão Hammond L100, Clavinete Hohner, Violoncelo e Voz.
- Sérgio Dias: Guitarras Régulus e Fender Stratocaster, Violão 12 cordas, Cítara e Voz.
- Liminha: Baixos Rickenbacker e Regulus, Violão e Voz.
- Dinho Leme: Bateria, Tabla e Voz.